# إدي ستيوارت
إدي ستيوارت (بالإنجليزية: Eddie Stuart)‏ (12 مايو 1931 في جنوب أفريقيا - 4 نوفمبر 2014 في جنوب أفريقيا) هو مدرب كرة قدم ولاعب كرة قدم جنوب أفريقي في مركز الدفاع. لعب مع ستوك سيتي وستوكبورت كونتي ونادي ترانمير روفرز لكرة القدم ووولفرهامبتون واندررز ونادي ووستر سيتي ونادي رينجرز ‏.

## وصلات خارجية
- إدي ستيوارت على موقع قاعدة بيانات كرة القدم.إي يو (الإنجليزية)